# 黔州都督府
黔州都督府，唐朝都督府之一。
貞觀四年（630年）于黔州置。督黔、务、施、业、辰、智、牂、充、应、庄等州，后增督播、思、费、夷、琰、矩等州。开元、天宝时督黔、施、夷、播、思、费、珍、溱、南等州，又领充、明、劳、琰、庄、牂等五十羁縻州，辖境相当今湖北省清江上游和重庆市綦江区以南，贵州省大部，以及广西壮族自治区、湖南省部分地区。 
天宝节度使兴起后，所辖各州归属黔中节度使，节度使的职事官为黔州都督。
| 唐朝黔州都督府辖州 | 唐朝黔州都督府辖州 |
| ------------------ | --- |
| 630年              | 黔州、施州、业州、务州、充州、应州、南寿州、矩州、柯州、邘州、麟州、智州                                                   |
| 630年—631年        | 黔州、施州、业州、充州、应州、矩州、邘州、麟州、智州（务州改名思州、南寿州改名庄州、柯州改名牂州，增设夷州、费州、琰州）   |
| 631年—634年        | 黔州、施州、业州、充州、应州、矩州、麟州、智州、思州、庄州、牂州、夷州、费州、琰州（废邘州）                               |
| 634年—635年        | 黔州、施州、充州、应州、矩州、麟州、智州、思州、庄州、牂州、夷州、费州、琰州（废业州）                                     |
| 635年—636年        | 黔州、施州、充州、应州、矩州、智州、思州、庄州、牂州、夷州、费州、琰州（麟州改名朗州）                                     |
| 636年—637年        | 黔州、施州、充州、应州、矩州、智州、思州、庄州、牂州、夷州、费州、琰州、朗州（辰州、巫州来属）                             |
| 637年—639年        | 黔州、施州、充州、应州、矩州、思州、庄州、牂州、夷州、费州、琰州、辰州、巫州（智州改名牢州，废朗州）                       |
| 639年—643年        | 黔州、施州、充州、应州、矩州、思州、庄州、牂州、夷州、费州、琰州、辰州、巫州、牢州（增设播州）                             |
| 643年—647年        | 黔州、施州、充州、应州、矩州、思州、庄州、牂州、夷州、费州、琰州、辰州、巫州、播州（增设珍州，废牢州）                     |
| 647年—652年        | 黔州、施州、思州、夷州、费州、辰州、巫州、播州、珍州（充州、应州、矩州改属充州都督府，牂州、庄州、琰州改属牂州都督府）     |
| 652年—663年        | 黔州、施州、思州、夷州、费州、辰州、巫州、播州、珍州（牂州、庄州、琰州来属）                                               |
| 663年—670年        | 黔州、施州、思州、夷州、费州、辰州、巫州、播州、牂州、庄州、琰州（充州、应州、矩州来属，珍州改属泸州都督府）               |
| 670年—687年        | 黔州、施州、思州、夷州、费州、辰州、巫州、播州、牂州、庄州、琰州、充州、应州、矩州（珍州、溱州来属）                       |
| 687年—691年        | 黔州、施州、思州、夷州、费州、辰州、巫州、播州、牂州、庄州、琰州、充州、应州、矩州、珍州、溱州（增设錦州）                 |
| 691年—698年        | 黔州、施州、思州、夷州、费州、辰州、播州、牂州、庄州、琰州、充州、应州、矩州、珍州、溱州、錦州（巫州改名沅州，增设溪州）   |
| 698年—704年        | 黔州、施州、思州、夷州、费州、辰州、播州、珍州、溱州、錦州、沅州、溪州（庄州、牂州、琰州、充州、应州、矩州改属庄州都督府） |
| 704年—710年        | 黔州、施州、思州、夷州、费州、辰州、播州、珍州、溱州、錦州、沅州、溪州（增设舞州）                                         |
| 710年—711年        | 黔州、施州、思州、夷州、费州、辰州、珍州、溱州、錦州、沅州、溪州、舞州（播州改属播州都督府）                               |
| 711年—713年        | 黔州、施州、思州、夷州、费州、珍州、溱州（辰州、錦州、沅州、溪州、舞州改属辰州都督府）                                     |
| 713年—727年        | 黔州、施州、思州、夷州、费州、珍州、溱州（播州、庄州、牂州、琰州、充州、应州、矩州来属）                                   |
| 727年—733年        | 黔州、施州、思州、夷州、费州、珍州、溱州、播州（庄州、牂州、琰州、充州、应州、矩州改为羁縻州）                             |
| 733年—738年        | 黔州、施州、思州、夷州、费州、珍州、溱州、播州（南州来属）                                                                 |
| 738年—使职化       | 黔州、施州、思州、夷州、费州、珍州、溱州、播州、南州（涪州来属）                                                           |

羁縻州
| 原来归属、名称       | 州名   | 现在地名                                                             | 备注                                                                                           |
| -------------------- | ------ | -------------------------------------------------------------------- | ---------------------------------------------------------------------------------------------- |
| 招慰西赵蛮           | 侯州   | 贵州罗甸县龙坪镇                                                     | 639年置，647年—663年属充州都督府，698年—710年属庄州都督府，710年—713年属播州都督府             |
| 招慰西赵蛮           | 蒍州   | 贵州望谟县复兴镇                                                     | 639年置，647年—663年属充州都督府，698年—710年属庄州都督府，710年—713年属播州都督府             |
| 招慰西赵蛮           | 整州   | 贵州册亨县者楼镇                                                     | 639年置，647年—663年属充州都督府，698年—710年属庄州都督府，710年—713年属播州都督府             |
| 招慰俚獠             | 鼓州   | 广西田林县旧州镇                                                     | 639年置，647年—663年属充州都督府，698年—710年属庄州都督府，710年—713年属播州都督府             |
| 招慰俚獠             | 添州   | 广西田林县潞城乡                                                     | 639年置，647年—663年属充州都督府，698年—710年属庄州都督府，710年—713年属播州都督府             |
| 招慰俚獠             | 稜州   | 广西乐业县同乐镇                                                     | 639年置，647年—663年属充州都督府，698年—710年属庄州都督府，710年—713年属播州都督府             |
| 招慰俚獠             | 鸾州   | 广西天峨县六排镇纳州村                                               | 639年置，647年—663年属充州都督府，698年—710年属庄州都督府，710年—713年属播州都督府             |
| 招慰俚獠             | 那州   | 广西东兰县明伦镇                                                     | 639年置，647年—663年属充州都督府，698年—710年属庄州都督府，710年—713年属播州都督府             |
| 招慰俚獠             | 福州   | 广西南丹县罗富乡                                                     | 639年置，647年—663年属充州都督府，698年—710年属庄州都督府，710年—713年属播州都督府             |
| 招慰西赵蛮           | 劳州   | 贵州荔波县捞村乡                                                     | 639年置，647年—663年属充州都督府，698年—710年属庄州都督府，710年—713年属播州都督府             |
| 招慰西赵蛮           | 峨州   | 贵州荔波县播尧乡                                                     | 639年置，647年—663年属充州都督府，698年—710年属庄州都督府，710年—713年属播州都督府             |
| 招慰西赵蛮           | 延州   | 广西南丹县六寨镇                                                     | 639年置，647年—663年属充州都督府，698年—710年属庄州都督府，710年—713年属播州都督府             |
| 招慰西赵蛮           | 卿州   | 贵州长顺县交麻乡                                                     | 641年—652年置属牂州都督府，652年属黔州都督府，698年—710年属庄州都督府，710年—713年属播州都督府 |
| 招慰西赵蛮           | 明州   | 贵州贞丰县珉古镇                                                     | 647年—652年置属牂州都督府，652年属黔州都督府，698年—710年属庄州都督府，710年—713年属播州都督府 |
| 招慰西赵蛮           | 训州   | 贵州晴隆县莲城镇                                                     | 652年置，698年—710年属庄州都督府，710年—713年属播州都督府                                      |
| 招慰西赵蛮           | 悬州   | 广西隆林县新州镇                                                     | 652年置，698年—710年属庄州都督府，710年—713年属播州都督府                                      |
| 分庄州置             | 清州   | 贵州平坝县马场镇                                                     | 655年置，安置牂牁南谢，698年—710年属庄州都督府，710年—713年属播州都督府                        |
| 分应州置             | 勋州   | 贵州平塘县通州镇                                                     | 655年置属牂州都督府，663年属黔州都督府，698年—710年属庄州都督府，710年—713年属播州都督府       |
| 招慰俚獠             | 逸州   | 广西天峨县坡结乡                                                     | 647年—663年置属充州都督府，663年属黔州都督府，698年—710年属庄州都督府，710年—713年属播州都督府 |
| 招慰守宫獠           | 樊州   | 贵州剑河县柳川镇                                                     | 647年—663年置属充州都督府，663年属黔州都督府，698年—710年属庄州都督府，710年—713年属播州都督府 |
| 招慰守宫獠           | 晃州   | 湖南新晃县凉伞乡                                                     | 647年—663年置属充州都督府，663年属黔州都督府，698年—710年属庄州都督府，710年—713年属播州都督府 |
| 招慰守宫獠           | 亮州   | 贵州锦屏县敦寨镇                                                     | 647年—663年置属充州都督府，663年属黔州都督府，698年—710年属庄州都督府，710年—713年属播州都督府 |
| 分明州置             | 姜州   | 贵州安龙县新安镇                                                     | 663年置，698年—710年属庄州都督府，710年—713年属播州都督府                                      |
| 招慰乌蛮昆明部落     | 普宁州 | 贵州六枝特区平寨镇六枝村                                             | 663年置，698年—710年属庄州都督府，710年—713年属播州都督府                                      |
| 招慰乌蛮昆明部落     | 郝州   | 贵州大方县小屯乡                                                     | 663年置，698年—710年属庄州都督府，710年—713年属播州都督府                                      |
| 招慰生獠部落         | 袭州   | 贵州金沙县                                                           | 663年置，698年—710年属庄州都督府，710年—713年属播州都督府                                      |
| 招慰夷子比楼部落     | 羲州   | 贵州大方县凤山乡                                                     | 663年置，698年—710年属庄州都督府，710年—713年属播州都督府                                      |
| 招慰夷子比楼部落     | 犍州   | 贵州黔西县                                                           | 663年置，698年—710年属庄州都督府，710年—713年属播州都督府                                      |
| 招慰夷子比楼部落     | 晖州   | 贵州织金县木戛村                                                     | 663年置，698年—710年属庄州都督府，710年—713年属播州都督府                                      |
| 分添州、鼓州置       | 归乐州 | 广西田林县乐里镇                                                     | 667年置属邕州都督府，神龙年间—711年属桂州都督府                                                |
| 分郝州置             | 宝州   | 贵州毕节市                                                           | 697年，安置乌蛮昆明，698年—710年属庄州都督府，710年—713年属播州都督府，713年属黔州都督府       |
| 分训州置             | 儒州   | 贵州兴仁县                                                           | 698年—710年置属庄州都督府，710年—713年属播州都督府，713年属黔州都督府                          |
| 分悬州置             | 思源州 | 广西西林县那劳乡                                                     | 698年—710年置属庄州都督府，710年—713年属播州都督府，713年属黔州都督府                          |
| 分稜州置             | 双城州 | 广西凌云县泗城镇                                                     | 698年置，698年—710年属庄州都督府，710年—713年属播州都督府，713年属黔州都督府                   |
| 分勋州置             | 南平州 | 贵州平塘县平湖镇                                                     | 698年置，698年—710年属庄州都督府，710年—713年属播州都督府，713年属黔州都督府                   |
| 分劳州置             | 茂龙州 | 广西荔波县茂兰镇                                                     | 698年置，698年—710年属庄州都督府，710年—713年属播州都督府，713年属黔州都督府                   |
| 分古州置，招慰守宫獠 | 鸿州   | 贵州黎平县洪州镇                                                     | 655年置属桂州都督府，698年—710年属庄州都督府，710年—713年属播州都督府，713年属黔州都督府       |
| 招慰西赵蛮           | 抚水州 | 广西环江县明伦镇                                                     | 655年置属桂州都督府，698年—710年属庄州都督府，710年—713年属播州都督府，713年属黔州都督府       |
| 分环州置，招慰俚獠   | 琳州   | 广西河池市九圩镇在良村                                               | 655年置属桂州都督府，698年—710年属庄州都督府，710年—713年属播州都督府，713年属黔州都督府       |
| 正州降级             | 庄州   | 贵州贵阳市云岩区                                                     | 727年庄州降级，安置牂牁南谢                                                                    |
| 正州降级             | 牂州   | 贵州瓮安县草塘镇                                                     | 727年牂州降级，安置牂牁西谢                                                                    |
| 正州降级             | 琰州   | 贵州安顺市西秀区扬武乡阿扎古城                                       | 727年琰州降级，安置西赵蛮                                                                      |
| 正州降级             | 充州   | 贵州施秉县（梓姜县，东谢） 贵州石阡县中坝镇（思渝县，赵氏，783年改） | 727年充州降级，安置东谢                                                                        |
| 正州降级             | 应州   | 贵州都匀市坝固镇                                                     | 727年应州降级，安置东谢                                                                        |
| 正州降级             | 矩州   | 贵州贵定县                                                           | 727年矩州降级，安置东谢                                                                        |
| 分庄州置             | 蛮州   | 贵州开阳县                                                           | 727年置，安置牂牁西谢                                                                          |
| 分庄州置             | 功州   | 贵州息烽县永靖镇阳朗村                                               | 727年置，安置牂牁西谢                                                                          |
| 分琰州置             | 令州   | 贵州长顺县广顺镇                                                     | 727年置，安置西赵                                                                              |
| 分应州置             | 邦州   | 贵州都匀市甘塘镇                                                     | 727年置，安置东谢                                                                              |
| 分协州置             | 殷州   | 贵州威宁县草海镇                                                     | 727年置，安置乌蛮昆明                                                                          |
| 招慰乌蛮昆明         | 总州   | 贵州六盘水市钟山区                                                   | 672年置属戎州都督府，727年来属                                                                 |
| 招慰乌蛮昆明         | 敦州   | 贵州盘县                                                             | 672年置属戎州都督府，727年来属                                                                 |
| 招慰牂牁蛮龙氏       | 南宁州 | 贵州惠水县和平镇雅阳寨                                               | 864年置                                                                                        |

唐朝黔州都督
- 周护（贞观年间）
- 萧龄之（贞观年间—644年）
- 李孟常（650年）
- 常何（652年—653年）
- 李子和（656年）
- 谢祐（682年）
- 陈瓒（691年）
- 乙速孤行俨（705年—706年）
- 卢藏用（开元初年，未任）
- 周利贞（开元初年，未任）
- 裴旷（735年）
- 浑瑊（738年）
- 徐玄之（开元年间）
- 萧希谅（开元年间）
- 孙某（开元年间）
- 黔中节度使（756年之后）